# Trebaruna
Trebaruna o Treborunnis era una deidad de la mitología lusitana, diosa del hogar, las batallas, la muerte y la familia.

## Nombres
Su nombre también aparece como Trebarune, Trebaronna, Trebarone, Trebaronne y Trebaroni . El historiador español José María Blázquez Martínez también enumera los siguientes testimonios de nombres de la deidad: 
- Trebarona (Coria)
- Trebarune (Fundão)
- Trébaroune (Lardosa)
- Trebarouna (Idanha-a-Nova)
- Triborunni (Cascais)
- Debaroni muceaicaeco (Aveledas)

### Etimología
Su nombre puede derivar del celta trebo ('casa') y runa ('secreto, misterio'). El filólogo español Antonio Tovar sugirió que, al igual que la primera parte del nombre Trebopala, esta diosa podría estar vinculada a la comunidad.  Jürgen Untermann afirma que los nombres de esta deidad están en caso dativo, lo que sugiere una forma nominativa como Trebaru o Trebaro. 

## Evidencia epigráfica
Tovar enumeró tres inscripciones donde se atestigua su nombre: una de Idanha-a-Velha, una segunda de Cória y la tercera de Lardosa. En Portugal se encontraron dos pequeños altares dedicados a esta diosa, uno en la Egitania romana-lusitana (actualmente Idanha-a-Velha) y otro en Lardosa. El Museo Regional Tavares Proença, en Castelo Branco, alberga actualmente el altar de Lardosa. Estaba situado en una zona donde los castristas fundaron una villa romano-portuguesa. Este altar solía contener una estatua de la diosa que desde entonces se ha perdido. Sin embargo, aún conserva esta inscripción: TREBARONNE V(otum) S(Olvit) OCONUS OCONIS f(ilius) que se traduce como: Ocono, hijo de Oco, cumplió la promesa a Trebaruna. 
En una inscripción de Fundão en Portugal, Tôncio Toncetano invoca una deidad Trebarune: Ara(m) pos(uit) Toncius Toncetani f(ilius) Icaedit(anus) milis Trebarun(a)el(ibens) m( erito ) v(otum) s(olvit). José d'Encarnação enumera una inscripción procedente de la villa romana de Freiria (Cascais) (hallada el 27 de agosto de 1985), donde se invoca a un Triborunnis, posible referencia a esta deidad. El componente Tribo- lo interpreta como un cognado de PIE treb- . Una inscripción más reciente de Capera es una epigrafía dedicatoria de un personaje llamado Marco Fídio a Augusta Trebaruna.

## Posible papel
José Leite de Vasconcellos sugirió que Trebaruna era una diosa de la guerra, ya que encontró un segundo altar de la misma persona (Toncius Toncetami), dedicado a la diosa romana Victoria. 
Según una posible etimología de su nombre, parece que era protectora de propiedades, hogares y familias.  En la misma línea, Olivares Pedreños citó posiciones de d'Arbois de Jubainville y Lambrino que la interpretan como protectora del grupo o tribu. 

## Legado
Tras el anuncio en 1895 por José Leite de Vasconcelos del descubrimiento de Trebaruna como nuevo teónimo, se publicó un poema conmemorativo que comparaba Trebaruna con la Victoria romana. Recientemente  se ha convertido, entre los neopaganos, en una diosa de las batallas y las alianzas.